# بوستو د بوربا
بوستو د بوربا (به اسپانیایی: Busto de Bureba) یک شهرستان در اسپانیا است.